# Cytisus cantabricus
Cytisus cantabricus är en ärtväxtart som först beskrevs av Heinrich Moritz Willkomm, och fick sitt nu gällande namn av Heinrich Gustav Reichenbach. Cytisus cantabricus ingår i släktet kvastginster, och familjen ärtväxter. Inga underarter finns listade i Catalogue of Life.